# 1964年英國大選
1964年英國大選舉辦於1964年10月15日，工黨在這次選舉中獲勝，獲得單獨過半席次。工黨的得票率雖然沒有顯著增加，但由於保守黨的得票率下降，因此席次得以增加。自由黨在經歷1950年代的低迷之後在這次選舉的得票率增加一倍，主要來自於保守黨減少的選票。

## 外部連結
- United Kingdom election results – summary results 1885–1979（页面存档备份，存于）
- Summary of the election（页面存档备份，存于）